# Xã Howe, Quận Grant, Bắc Dakota
Xã Howe (tiếng Anh: Howe Township) là một xã thuộc quận Grant, tiểu bang Bắc Dakota, Hoa Kỳ. Năm 2010, dân số của xã này là 12 người.